# Tomás de Torquemada
Tomás de Torquemada (lat. Thomas de Turrecremata) (Valladolid, 14. listopada 1420. – Ávila, 16. rujna 1498.), španjolski dominikanac, teolog i prvi veliki inkvizitor Španjolske čije je ime ostalo povezano sa strahotama inkvizicije.
Bio je prior dominikanskog samostana u Segoviji, a crkveni uspon mu je omogućila činjenica što je bio ispovjednik kraljice Izabele i kralja Ferdinanda II. Godine 1487. papa Inocent VIII. imenovao ga je crkvenim inkvizitorom. U vrijeme njegova inkvizitorskog djelovanja mučeno je i pogubljeno na tisuće nekršćana, ponajviše Židova koji su, osim toga bili i masovno pokrštavani i izgnani s teritorija Španjolske.

## Vanjske poveznice
- Tomás de Torquemada Hrvatska enciklopedija
- Tomás de Torquemada Proleksis enciklopedija
- Tomás de Torquemada Britannica (engl.)
- Tomás de Torquemada Katolička enciklopedija (engl.)